# Franza Di Rosa
Franza Di Rosa (Avola, 4 febbraio 1954) è una regista italiana.

## Biografia
Ha diretto i programmi satirici di Rai 3, condotti da Serena Dandini tra la fine degli anni ottanta e i primi anni novanta, come La TV delle ragazze (1988) e Avanzi (1991-1993). Inoltre ha diretto per la Rai la sitcom Disokkupati (1997), Perdenti (Rai 3, 1997) e L'ombelico del mondo (Rai 3, 2000). Nel 2001 ha diretto il programma Satyricon di Daniele Luttazzi. Nel 2003 è tornata a ricoprire il ruolo di regista a Il sogno dell'angelo, trasmesso su LA7, e nel 2007 sulla stessa emittente ha curato la regia di Decameron, sempre con Daniele Luttazzi. In seguito ha diretto film per la televisione pubblica, nonché trasposizioni cinematografiche delle opere di Eduardo De Filippo.
Ha realizzato per Rai 2 Premiata pasticceria Bellavista (2000).
Ha avuto anche alcune esperienze teatrali, ricoprendo il ruolo di regista ne I monologhi della vagina (2012).

## Filmografia

### Televisione
- Disokkupati (1997)
- Premiata pasticceria Bellavista (2000)
- Filumena Marturano (2010)
- Napoli milionaria! (2011)
- Questi fantasmi (2011)
- Sabato, domenica e lunedì (2012)
- A Chance to Change (2014)
- I ragazzi di Pippo Fava (2014)

### Programmi televisivi
- La TV delle ragazze (1989)
- Scusate l'interruzione (1990)
- Avanzi (1991-1993)
- Ieri, oggi e... domani? (1993)
- Tunnel (1994)
- Producer - Il grande gioco del cinema (1995)
- Letti gemelli (1995)
- Perdenti (1997)
- Le infedeli (1997)
- Pippo Chennedy Show (1997)
- L'ombelico del mondo (2000)
- Satyricon (2001)
- Il sogno dell'angelo (2003)
- Decameron (2007)

## Teatro
- I monologhi della vagina (2012)